# Щукин, Александр Юрьевич
Алекса́ндр Ю́рьевич Щу́кин (5 января 1969 — 18 мая 2000, около Арзамаса, Нижегородская область, Россия) — советский и российский футболист, полузащитник. Мастер спорта СССР (1991).

## Карьера
Воспитанник горьковского футбола, выпускник СДЮСШОР-8. С 1987 по 1991 год играл в первенстве СССР за горьковский «Локомотив», провёл 70 матчей, забил 4 гола и стал в 1991 году чемпионом мира среди железнодорожников. В 1992 году в составе нижегородцев дебютировал в Высшей лиге России. За «Локомотив» играл до 1993 года, проведя всего в чемпионате России 52 матча и забив 4 мяча.
С 1994 по 1997 год выступал за арзамасское «Торпедо», сыграв 119 матчей и забив 15 мячей. В 1998 году перешёл в «Кубань», провёл 14 встреч, после чего, в том же году, вернулся в «Торпедо», где в том сезоне аналогично провёл 14 матчей.
В 1999 году сыграл 27 матчей и забил 2 гола за «Нефтехимик», а в 2000 году провёл 5 встреч за «Светотехнику» в первенстве и 1 игру в Кубке России.

## Смерть
18 мая 2000 года погиб в автомобильной катастрофе около Арзамаса. Похоронен на Ново-Автозаводском (Стригинском) кладбище Нижнего Новгорода.
В память о нём ежегодно проводятся футбольные турниры среди детских команд.

## Характеристика
Был универсалом, помимо полузащиты, мог сыграть также на позиции либеро, опорного защитника, под нападающими и нападающего.